# Исламское богословие
Исламское богословие включает в себя такие дисциплины как исламское право (фикх), вероубеждение (акида),  рационалистическое богословие (калам), толкование Корана (тафсир), хадисоведение (ильм аль-хадис) и т. д.

## Акида
Мусульманское вероубеждение (акида) представляет собой своеобразный фонд догматов, идей и представлений. Она появилась в период активного сложения исламской догматико-правовой системы (VIII в.), непосредственным предшественником которой явились написанные в жанре «опровержения» (радд) сочинения. В отличие от опровержений, носивших откровенно полемический характер, акида представляла собой сжатый, четкий текст прокламативного характера, в котором изложена позиции догматической школы или отдельного автора в основных вопросах исламской догматики и права (фикха). Постулируемые в акиде положения предваряются формулами «необходимо уверовать в…» (аль-иман би…), «мы убеждены, что…» (на ’такиду) и подобными им.
Текст одной из первых акиды восходит к группе сирийских богословов (Умайя ибн Усман, Ахмад ибн Халид ибн Муслим, Мухаммад ибн Абдуллах), которые в начале VIII в. выступили от имени суннитов (ахлю с-сунна валь-джама’а) с кратким изложением концепции веры. В период сложения основных догматических школ ислама (IX—XI вв.) появились такие известные книги по акиде, как «аль-Фикх аль-акбар» и «Китаб аль-васия», приписываемые имаму Абу Ханифе, «Акида» ат-Тахави, а также ряд акид принадлежавших перу виднейших представителям мутазилизма. В середине IX в. с серией акид выступили багдадские традиционалисты, наиболее известными из которых являются шесть акид Ахмада ибн Ханбала. В X — начале XI в. создаются первые ашаритские акиды (Акида аль-Аш’ари), антитрадиционалистская — «аль-'Акида ан-Низамия» аль-Джувайни, маликитская — «ар-Рисала» Ибн Абу Зейда аль-Кайрувани.
С IX в. в акиды начали вводиться системы доказательств основных положений, которые включали особые «доксографические» части. Развитие исламской догматики и права в X в. привело к появлению сводов, получивших мусульманской традиции название «акида» или «и’тикад». Эти своды включали изложение и обоснование главных догматических представлений, правовых, этических, ритуальных норм и правил. Наиболее значительные работы такого рода принадлежат аль-Ашари (X в.), Ибн Батте (X в.), аль-Газали (XI в.), аш-Шахрастани (XII в.), Абду-ль-Кадиру аль-Джилани (XII в.), Наджму-д-дину ан-Насафи (XIV в.), Ибн Таймии (XIV в.) и другим авторам.
Несмотря на появление развернутых сводов, простая и доступная краткая акида по прежнему оставалась одной из главных форм публичного «провозглашения» основ веры. В XI веке она избирается для объявления «правоверия» от имени верховной власти («Кадиритский символ веры»).

## Калам
Спекулятивная дисциплина, которая даёт основанное на разуме толкование исламским догматам у называется каламом('илм ал- калам). Обращение к разуму как к высшей инстанции при решении тех или иных вопросов объединяло калам с фальсафа. Различие же между поборниками калама (мутакаллим) и фальсафа (фаласифа) усматривалось в том, что первые за отправную точку своих рассуждений отталкивались от проблематики, специфической для этой религии, а вторые — исходили из античных моделей философствования. Сами фаласифа видели главное отличие своей науки от калама в методах рассуждения: в фалсафа используются аподиктические рассуждения, а в каламе — диалектические (в аристотелевском смысле этого термина). При ведении полемики мутакаллимы чаще всего прибегали к выведение из тезисов, принимаемых оппонентом, нежелательных для него либо абсурдных заключений (ильзам).
Калам возник и развивался первоначально в ходе дискуссий с различными религиозно-политических группировками (хариджиты, кадариты, джабриты, мурджи- иты), а также диспутов с представителями других религий (маздеизм, христианство). В этих спорах вырабатывался присущий каламу метод рассуждения, основанный на символико-аллегорическом толковании (та’вил) Корана и исключающий при аргументации тех или иных тезисов ссылки на религиозных авторитетов (таклид).
Основная проблематика калама (ядро калама) это:
- качества, необходимые для руководителя мусульман (халифа, имама);
- ответственность человека за свои деяния (свобода воли и предопределение)[3];
- квалификация человека как просто мусульманина (муслим), как истинно верующего (му’мин), как неверующего (кафир) и как человека, совершившего тяжкий грех (сахиб аль-кабира);
- единство Бога (таухид) и соотношение его сущности и атрибутов;
- сотворённость или несотворённость Корана во времени[4].

К «тонкостям» калама (дакик аль-калам, латиф аль-калам) относились темы натурфилософского характера (движение и покой, субстанция и акциденции, атомы и пустота).
Свойственные каламу метод и проблематика впервые встречается в творчестве Джада ибн Дирхама (казнен в 742—43 году). Он выдвинул требование опираться только на разум и подвергать противоречащие ему стихи Корана символика-аллегорическому толкованию (тавиль). Емы принадлежат мысли о невозможности приписывать Богу вечные положительные атрибуты, о сотворённости Корана во времени и т. д. Его ученик Джахм ибн Сафван (казнен в 745 г.) говорил о способности разума независимо от откровения различать добро от зла и разработал пантеистически ориентированное учение, в котором утверждался принцип фатализма. Джад ибн Дирхам, Джахм ибн Сафван, а также Дирар ибн Амр предваряли своими воззрениями идеи мутазилитской школы калама, расцвет которой приходился на первую половину IX века.
Начиная с правления аль-Мутаваккиля (847—861) мутазилизм стал подвергаться преследованию. В этих условиях Абуль-Хасан аль-Ашари (873—935) предпринял попытку легализировать калам путём компромисса с догматиками. Крупнейшими представителями ашаритской школы были аль-Бакиллани (ум. в 1013 г.), аль-Джувайни (ум. в 1085 г.), аш-Шахрастани (ум. в 1153 г.) и Фахруддин ар-Рази (ум. в 1209 г.). С XIII века начинается сближение калама с фальсафа с восточным перипатетизмом школы Ибн Сины. Сближение было подготовлено со стороны мутакаллимов творчеством аш-Шахрастани и Фахруддина ар-Рази, а со стороны фаласифа — Насируддина ат-Туси. Этап смешения калама и фалсафа представлен трудами аль-Байдави (ум. в 1286 г.), аль-Исфахани (ум. в 1349 г.), аль-Иджи (ум. в 1355 г.), ат-Тафтазани (ум. в 1390 г.), аль-Джурджани (ум. в 1413 г.), ад-Даввани (ум. в 1501 г.), ас-Сиялкути (ум. в 1657 г.).
Наряду с основными школами калама существовала школа последователей Абу Мансура ал-Матуриди (ум. в 944 г.). Калам подвергался нападкам со стороны ханбалитов и захиритов. Вместе с тем аш’аритский калам распространялся среди шафи’итов, матуридизм находил сторонников среди ханафитов, а мутазилизм — среди зайдитов. В новое и новейшее время калам таких вдохновлял исламских реформаторов (Джамалуддин аль-Афгани, Мухаммад Абдо), либеральных мыслителей (Ахмад Амин, Заки Наджиб Махмуд) и «исламских левых» (Хасан Ханафи).

## Фикх
До первой половины VIII века система общественных, в том числе юридических, норм мусульманского государства состояла преимущественно из норм, имевших доисламское происхождение и продолжавших действовать. Ислам поначалу была безразличен к правовым вопросам, и правовая система халифата восприняла те или иные элементы римско-византийского, сасанидского, талмудического, восточнохристианского права, отдельные местные обычаи завоёванных арабами территорий, многие из которых были позднее исламизированы и включены в фикх.
В VIII — первой половине IX века в фикхе-юриспруденции складывались свой язык и методология; основными источниками правовых решений стали Коран и Сунна. Самостоятельным источником правовых решений было признано единогласное мнение мусульманской общины — иджма. Был сделан вывод, что из Корана и Сунны факихи должны извлечь ответы на любые практические вопросы, и постепенно сложились приёмы такого извлечения (аль-истинбат). Они были положены в основу иджтихада. Были установлены условия формулирования новых норм по аналогии путём извлечения ratio legis (иллях) из уже известных решений, таким образом был признан ещё один источник правовых решений — кияс. Признание кияса знаменовало собой появление особого направления фикха — усуль аль-фикх.
Примерно в X веке фикх-юриспруденция окончательно сложился в качестве самостоятельной религиозной дисциплины. Постепенно общепринятым стало понимание фикха как науки о «практических» (регулирующих поведение людей) нормах шари’ата (’ильм аль-фуру), «извлеченных» из их конкретных источников (Корана, сунны, иджма, иджтихада и т. д.). Фикх стал включать в себя изучение двух категорий норм: правил культа и исполнения религиозных обязанностей (ибадат); правил, регулирующих отношения между людьми, государством с подданными и т. д. (му’амалат)
Уже на раннем этапе становления фикха наметились две его школы: иракская, которая шире использовала иджтихад, не сводя его только к киясу; мединская, которая делала упор на Коран и сунну. В IX—X веках образовались и другие суннитские школы (мазхабы), в частности шафи’итский, для которого характерно строгое применение иджтихада, отождествляемого с киясом, а также ханбалитский мазхаб, известный максимально широким использованием Корана и хадисов и недоверчивым отношением к иджтихаду. В шиитском исламе в настоящее время действуют джа’фаритский (имамитский), зейдитский, и исма’илитский мазхабы. Учение каждого из мазхабов изложено в произведениях, большинство из которых написано в раннее и классическое средневековье основателями мазхаба, их ближайшими учениками и последователями.
С середины IX века в суннизме постепенно стала утверждаться идея о том, что только крупные правоведы прошлого имели право на иджтихад. В середине X веке был достигнут молчаливый консенсус, который делал невозможным появление новых мазхабов со своей системой способов формулирования правовых решений (фетв). Необходимость следовать учению определённого мазхаба получило название таклид. С этого времени развитие фикха продолжалось в рамках признанных мазхабов.
Самую развитую отрасль фикха-права представляет собой право личного статуса (аль-ахваль аш-шахсия) — совокупность норм, регламентирующих брачно-семейные, наследственные и некоторые другие близкие к ним отношения. Однако даже в брачно-семейной области с фикхом-правом конкурировали местные обычаи, сводившие на нет его отдельные положения. Отрасль уголовного права (’укубат), включавшая в себя санкции за все правонарушения независимо от их характера, прямо зависела от проводимой государством политики, которая отражалась на соотношении его светских и духовных функций. Нормы государственного, административного и финансового права (аль-ахкам ас-султания), отношений мусульманских властей с другими государствами, порядка ведения войны и раздела военной добычи (ас-сияр) выступали относительно второстепенным элементом права, более или менее последовательно осуществлявшаяся лишь в вопросах налогообложения, правового статус немусульман и т. д. Следует также иметь в виду, что хотя фикх-право и занимал центральное место в правовых системах, но не охватывал всех юридических норм, применявшихся в средние века в исламских странах. Наряду с фикхом-правом здесь действовали и законодательные акты государства нормы европейского права (например, в Османской империи по «режиму капитуляций», а также многочисленные правовые обычаи (адат).
Во второй половине XIX века в правовых системах наиболее развитых исламских стран фикх-право уступил ведущее место законодательству, скопированному преимущественно с западноевропейских образцов. В результате фикх сохранил свои позиции главным образом в регулировании отношений личного статуса. Для развития ал-Ф.-юриспруденции во второй половине XIX — начале XX в. было характерно появление трудов в форме законопроектов, которые готовились по поручению властей, но не получили государственного признания.
Хотя начиная со второй половины XIX века общей тенденцией было неуклонное падение роли фикха. В настоящее время в странах с преобладающей частью мусульманского населения продолжают применяться в той или иной степени отдельные отрасли, институты и нормы фикха.
В современных условиях фикх-юриспруденция сохранил своё значение формального источника права. Ряд законодательств мусульманских стран, в случае отсутствия нормы в законе, предусматривает применение выводов фикха-юриспруденции. Аналогичный принцип устанавливают и гражданские кодексы таких стран как Алжир, Кувейт и др., фактически признающие выводы исламских правоведов источником решения дел в случае молчания закона. Законодательство Бахрейна, Ирана и других стран допускает возможность применения фикха-права по всем вопросам, которые не урегулированы законом.
В настоящее время конституции многих исламских стран признают главным источником законодательства основополагающие нормы фикха. Поэтому при подготовке соответствующего законодательства широко используются классические труды по фикху. С середины XX века получили широкое распространение труды юристов современного профиля по отдельным отраслям и институтам фикха-права. В современной литературе важное место занимают исследования, посвященные сравнительному изучению фикха в целом и его отдельных отраслей и современного законодательства и других правовых систем.

## Тафсир
Сочинения, связанные с наукой о понимании и толковании Корана (’ильм аль-Кур’ан ва-т-тафсир), сыграли важнейшую роль в становлении исламской религиозной доктрины и отразили основные этапы идеологической и политической борьбы в арабо-мусульманском обществе. В ходе пророческой деятельности Мухаммада содержание текста Корана претерпело значительные изменения: одни из произнесенных прежде аятов заменялись новыми (насх и мансух), другие получали новое истолкование, третьи в силу специфики текста были непонятны вновь обращенным. Все это потребовало от Пророка давать истолкование высказанным «откровениям». Сподвижники пророка Мухаммада хранили в памяти обстоятельства произнесения многих аятов, причины полемики Пророка со своими оппонентами. Это наиболее древний пласт, который в той или иной форме вошел в большую часть тафсира, отразившую действительную историю возникновения Корана. Со временем важность толкований Корана возрастала.
Первоначально тафсир в основном бытовал в устной форме. Имамы мечетей часто комментировали отдельные аяты и суры после пятничной проповеди (хутбы). Странствующие сказители и проповедники (куссас) обогащали толкования параллельным материалом, восходящим к иудео-христианской культурной среде (исраилият). Развитие тафсира связано со сложением сунны пророка Мухаммада. Во второй половине VIII века появились сборников хадисов, связанные с толкованием коранического текста, воплотившие принцип «сунна разъясняет Коран» (ас-сунна туфассиру-ль-Кур’ан). Позднее появились специальные разделы в общих сборниках хадисов (например, в Сахихе аль-Бухари). В жизнеописании Пророка (сира) аяты помещались в событийный контекст. В сочинениях мусульманских правоведов (факих) предметом тщательного изучения и толкования были аяты, связанные с правовыми нормами. В значительной мере с потребностями толкования Корана были связаны первые арабские лексикографические и грамматические сочинения. Становление «науки тафсира» происходило в тесном взаимодействии с развитием учения о «чтениях» (кираат) Корана и в рамках становления общей догматической системы ислама. В этой системе Коран объявлялся главным «чудом» (му’джиза), главным доказательством превосходства мусульманской религиозной доктрины (и’джаз аль-Кур’ан), главным божественным «знамением» (аят), подтверждением (бурхан) истинности пророчества Мухаммада. Внутри этого комплекса дисциплин стали возникать и специальные сочинения, посвященные толкованию Корана, унаследовавшие уже выработанную процедуру исследования и складывавшийся терминологический аппарат. По мусульманской традиции, основателем исламской экзегетики считается двоюродный брат Мухаммада — Абдуллах ибн Аббас (тарджуман аль-Кур’ан, ум. в 686 г.).
Обострение идеологической борьбы между Алидами и Аббасидами к концу правления Омейядов сделало «науку тафсира» оружием в борьбе за власть в Арабском халифате. Одновременно появились суннитский комментарий аль-Макки (642—722) и проалидские тафсиры аль-Джу’фи (ум. в 745-46 г.) и ас-Судди (ум. до 745 г.). Традиция шиитских комментариев развивалась главным образом в Куфе.
С помощью аллегорического толкования Корана (тавиль), перестановок огласовок и логических ударений шиитские комментаторы интерпретировали ряд отрывков в пользу 'Али ибн Абу Талиба и его потомков. При этом они обвиняли суннитов в «извращении» (тахриф) текста Корана и уничтожение ряда ключевых аятов. Идеологическая борьба между суннитами и шиитами нашла свое отражение в разделении общины на сторонников буквального толкования Корана (захир) и сторонников «скрытого», «тайного» смысла (батин). Приход Аббасидов к власти привёл к подавлению проалидской тенденции в толковании Корана. Её возрождение совпадает с правлением халифа аль-Мамуна (813—833), который проводил проалидскую политику. В рамках категорий тафсир—та’виль проходила и полемика против толкований написанных суфиями.
Наличие большого количества религиозно-политических течений, привели к тому, что в некоторых тафсирах зачастую совмещалось несколько точек зрения. Так, в тафсире Фахр ад-дина ар-Рази (ум. в 1209 г.) представлена как антиму’тазилитская, так и антизахиритская точка зрения. Помимо упомянутых наиболее известными и авторитетными толкованиями Корана считаются сочинения ас-Са’либи (ум. в 1035 г.), аль-Байдави (ум. в 1286 г.), а также совместная работа Дж. аль-Махалли (ум. в 1459 г.) и ас-Суюти (аль-Джалалайн).
Отдельный ряд представляют сочинения об обстоятельствах ниспослания аятов (асбаб ан-нузуль), что позволяло ставить вопрос об их датировке. Особенно известны работы таких толкователей как ас-Суюти, аль-Вахиди (ум. в 1075 г.) и аль-'Ираки (ум. в 1175 г.). С жанром асбаб ан-нузуль связано направление посвященное отмененным аятам (ильм ан-насих ва аль-мансух). Данное направление развивалось в первую очередь в контексте исламского права (фикх). Наиболее известны работы Ибн Хазма (ум. в 1064 г.), ан-Наххаса (ум. в 950 г.) и Хибаталлаха ибн Саламы (ум. в 1019 г.).
Существуют труды, посвященные «превосходству» (фадль) и «достоинствам» (фада’иль) Корана, отдельных сур и аятов. Комментировались также отдельные понятия, сюжеты и образы Корана: описания Аллаха, таинственные буквы (мукатта, аль-фаватих), наказания и вознаграждения (аджр) и т. д. В условиях запрета перевода Корана на другие языки, комментарии, сопровождающие текст Священного писания, сыграли важную роль в ознакомлении с Кораном мусульман, незнакомых с арабским языком.
На рубеже XIX—XX веков получила наибольшее развитие мусульманская реформистская экзегетика, отразившая столкновение мусульманского общества с европейской философской и научной мыслью. С помощью тафсиров толкователи попытались, с одной стороны, внести в мусульманскую среду современные научные представления, сделав их в то же время приемлемыми в контексте традиционных религиозно-философских ценностей и представлений, с другой — объявить новые научные достижения и социальные представления предсказанными Кораном, помешать тем самым размыванию авторитета священного писания. Комментаторы опирались на традиции классического комментирования. Амин ал-Хули (ум. в 1965 г.) утверждал, что в сочинениях аль-Газали можно найти прообраз «научного комментария» (ат-тафсир аль-'ильми). В трудах Тантави Джаухари (1862—1940), аль-Кавакиби (1849—1903) и других комментаторов можно встретить самый разнообразный материал: от научно-популярных описаний солнечной системы и строения клетки до антиколониальной или антиматериалистической полемики.
Тафсир широко используется в идеологической борьбе, в том числе шиитскими лидерами Ирана и движением ахмадия. С целью пропаганды современные толкования Корана часто переводятся на английский и другие западные языки. Сегодня свое значение сохраняют и средневековые тафсиры. У суннитов наиболее авторитетным современным толкованием признан тафсир аль-Манар Мухаммада 'Абдо (1849—1905) и Рашида Рида (1865—1935).